# Гигантский геккон-бананоед
Гигантский геккон-бананоед (Rhacodactylus leachianus) — крупный вид гекконов из рода Rhacodactylus. Самый крупный геккон в мире.
Бананоедами данных гекконов прозвали за их склонность к питанию фруктами, в том числе и бананами.

## Описание
Длина тела с хвостом до 40 см. Половой диморфизм не выражен. Самцы крупнее и массивней самок, более грузные, их хвост заметно утолщен у основания.

## Подвиды
Существует 2 подвида.
- R. l. leachianus — номинативный подвид.
- R. l. henkeli — гигантский геккон-бананоед Хенкеля, островной более мелкий подвид с длиной тела до 33 см.

## Ареал
- R. l. leachianus — Новая Каледония, острова Белеп.
- R. l. henkeli — остров Пен (Куние).

## Образ жизни
Обитает в тропических влажных лесах. Древесный, хорошо лазающий вид, на землю спускается только для охоты и питания опавшими плодами. Активен только ночью. Для убежищ использует дупла, щели коры, пустые птичьи гнезда. Одиночные животные, придерживаются территориальных участков.
Всеядные, питаются различными беспозвоночными, мелкими позвоночными, плодами, ягодами, побегами и цветами растений.
Продолжительность жизни до 12—15 лет.

## Размножение
Яйцекладущий вид. Половозрелыми становятся к 3—4 году жизни, Через 40—50 дней после спаривания самки откладывают яйца зарывая их в почву. Яиц в кладке обычно 1—2 штуки. Всего же самка откладывает за сезон до 4 кладок, но чаще всего их бывает только 2. Через 65—80 дней из яиц вылупляются гекконы.